# (10195) Nebraska
(10195) Nebraska est un astéroïde de la ceinture principale.

## Description
(10195) Nebraska est un astéroïde de la ceinture principale. Il fut découvert le 13 septembre 1996 à Lime Creek par Robert Linderholm. Il présente une orbite caractérisée par un demi-grand axe de 2,89 UA, une excentricité de 0,19 et une inclinaison de 14,5° par rapport à l'écliptique.

## Compléments